# Fernández, punto y coma
Fernández, punto y coma va ser una sèrie espanyola de televisió, emesa per Televisió espanyola en la temporada 1963-1964, amb guions de Adolfo Marsillach i realització de Pedro Amalio López. Actualment no hi ha cap enregistrament gràfic d'aquesta sèrie.

## Argument
La sèrie narra la vida de l'acomodat senyor Fernández, un home acomodat que decideix escriure les seves memòries, sense prejudicis i arremetent despietadament contra tot allò que li desagrada.
En paraules de l'autor, amb la sèrie es pretenia dir, que algunes vegades la societat en què vivim accepta uns sistemes o situacions que a mi no m'agraden. Aquesta vegada he creat un personatge que es diu Fernández i que interpretaré jo mateix. Fernández és un analític, un home que, més que viure, veu viure, i al qual la seva vida i la dels altres li dona una mica de riure, i una mica de pena també.
Reconeixia igualment que amb Fernández, punto y coma vaig començar a ser opac, crític. Perquè un havia començat una galopant conscienciació política.

## Repartiment
- Adolfo Marsillach…Fernández adult.
- María Massip…Secretària.
- Emilio Gutiérrez Caba…Fernández adolescent.
- Juan Ramón Torremocha…Fernández nen.

## Actors episòdics
Entre altres:
- Mercedes Barranco
- José Blanch
- Modesto Blanch
- Daniel Dicenta
- Juan Diego
- Rafael Espinosa
- Víctor Fuentes
- Lola Gaos
- Agustín González
- Mara Goyanes
- Julia Lorente
- Enrique Navarro
- Erasmo Pascual
- María Luisa Ponte
- Tony Soler
- Pedro Sempson